# Lijst van oorlogsmonumenten in Utrechtse Heuvelrug
De Nederlandse gemeente Utrechtse Heuvelrug heeft 13 oorlogsmonumenten. Hieronder een overzicht.
| Nr.                             | Object                                            | Herdachte groep | Ontwerper                                                 | Onthulling       | Type                 | Locatie                             | Plaats     | Coördinaten                  | Foto                                         |
| ------------------------------- | ------------------------------------------------- | --- | --------------------------------------------------------- | ---------------- | -------------------- | ----------------------------------- | ---------- | ---------------------------- | -------------------------------------------- |
| 93                              | Nederlands erehof                                 | militairen in dienst van het Ned. Kon. 1940-1945, verzet Nederland                                                                                    | Nederlandse Oorlogsgravenstichting (ontwerp grafmonument) | 29 november 1980 | begraafplaats/graf   | Traay 301, 3971 GM                  | Driebergen | 52° 3' 49" NB, 5° 18' 40" OL | Nederlands erehof                            |
| 356                             | Monument van de Stichting BNMO-Serviceorganisatie | militairen in dienst van het Ned. Kon. na 1945, militairen in dienst van het Ned. Kon. 1940-1945                                                      |                                                           |                  | gedenksteen          | Willem van Lanschotplein 2, 3940 AC | Doorn      | 52° 2' 49" NB, 5° 19' 55" OL |                                              |
| 470                             | Gedenkmonument                                    | overig |                                                           |                  | gedenksteen          |                                     | Driebergen | 52° 3' 24" NB, 5° 17' 26" OL |                                              |
| 487                             | Monument op de Nieuwe Algemene Begraafplaats      | koopvaardijpersoneel, militairen in dienst van het Ned. Kon. 1940-1945, verzet Nederland                                                              | Van Manen                                                 |                  | begraafplaats/graf   | Holleweg, 3958                      | Amerongen  | 52° 0' 10" NB, 5° 28' 1" OL  | Monument op de Nieuwe Algemene Begraafplaats |
| 735                             | Gedenkmonument                                    | geallieerde militairen |                                                           |                  | boom                 |                                     | Doorn      | 52° 2' 0" NB, 5° 20' 45" OL  | Gedenkmonument                               |
| 1889                            | Monument op het Raadhuisplein                     | militairen in dienst van het Ned. Kon. 1940-1945, Burgerslachtoffers, Verzet Nederland                                                                | Henk A. Vedder                                            |                  | overig               | Raadhuisplein, 3951 XV              | Maarn      | 52° 3' 45" NB, 5° 22' 15" OL | Meer afbeeldingen                            |
| 1895                            | Verzetsmonument                                   | verzet Nederland | W.P.C. van der Horst                                      |                  | overig               | Rijksstraatweg 46, 3956 CR          | Leersum    | 52° 0' 34" NB, 5° 26' 8" OL  | Meer afbeeldingen                            |
| 1899                            | Verzetsmonument                                   | allen, verzet Nederland | Wim Harzing                                               |                  | beeld/sculptuur      | Hoofdstraat, 3971 KA                | Driebergen | 52° 3' 16" NB, 5° 16' 42" OL | Meer afbeeldingen                            |
| 1945                            | Monument op het Raadhuisplein                     | algemeen, allen, geallieerde militairen, militairen in dienst van het Ned. Kon. 1940-1945, burgerslachtoffers, vervolgden Nederland, verzet Nederland | Maarten Pauw (beeldhouwer), J.G. Becker (architect)       | 4 mei 1948       | zuil                 | Raadhuisplein 2, 3941 JT            | Doorn      | 52° 2' 0" NB, 5° 20' 35" OL  | Monument op het Raadhuisplein                |
| 2391                            | Monument voor Nederlandse Militairen              | militairen in dienst van het Ned. Kon. 1940-1945 |                                                           |                  | gedenksteen          | Rijksstraatweg, 3956 CR             | Leersum    | 52° 0' 31" NB, 5° 26' 15" OL | Monument voor Nederlandse Militairen         |
| 2591                            | Monument aan de Haarweg                           | burgerslachtoffers |                                                           |                  | gedenksteen          | Haarweg, 3959 AM                    | Overberg   | 52° 2' 10" NB, 5° 30' 21" OL | Monument aan de Haarweg                      |
| 3588                            | Plaquette op de Van Braam Houckgeestkazerne       | militairen in dienst van het Ned. Kon. na 1945 |                                                           | 28 maart 2007    | plaquette            | Mariniersweg 7, 3941 XL             | Doorn      | 52° 2' 40" NB, 5° 19' 36" OL |                                              |
| 3723                            | Lancastermonument                                 | geallieerde militairen |                                                           | 14 april 2012    | gedenksteen          | De Pol, 3951 AW                     | Maarn      | 52° 3' 46" NB, 5° 21' 59" OL | Lancastermonument                            |
| Dit oorlogsmonument op Wikidata | Joods monument                                    | Joodse burgerslachtoffers | Marcus van Loopik                                         | 7 november 2013  | beeld/sculptuur      | Hoofdstraat, 3971 KA                | Driebergen | 52° 3' 16" NB, 5° 16' 42" OL | Joods monument                               |
| Dit oorlogsmonument op Wikidata | Oorlogsmonument op oorlogskerkhof                 | |                                                           |                  | beeld/sculptuur/graf | Kerkplein                           | Leersum    | 52° 0' 41" NB, 5° 26' 3" OL  | Oorlogsmonument op oorlogskerkhof            |

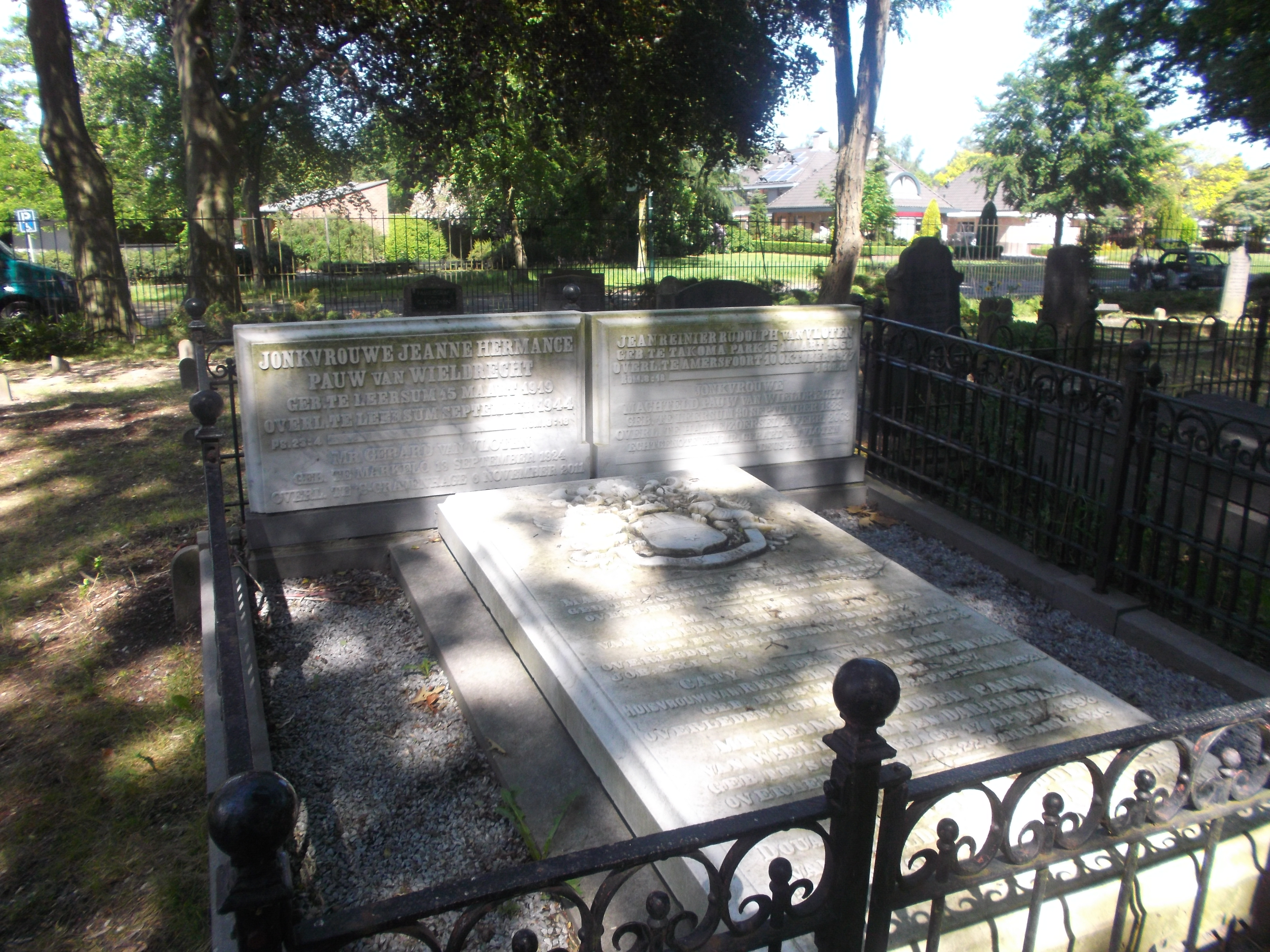
Graf Jeanne Hermance Pauw van Wieldrecht, verzetsstrijder. Behorende bij het later er tegenover gemaakte oorlogsmonument op de oorlogsbegraafplaats, Kerkplein, Leersum

Amersfoort ·
Baarn ·
Bunnik ·
Bunschoten ·
De Bilt ·
De Ronde Venen ·
Eemnes ·
Houten ·
IJsselstein ·
Leusden ·
Lopik ·
Montfoort ·
Nieuwegein ·
Oudewater ·
Renswoude ·
Rhenen ·
Soest ·
Stichtse Vecht ·
Utrecht ·
Utrechtse Heuvelrug ·
Veenendaal ·
Vijfheerenlanden ·
Wijk bij Duurstede ·
Woerden ·
Woudenberg ·
Zeist